# Линейные крейсера типа «G-3»
Линейные крейсера типа «G-3» — проект линейных крейсеров Королевского военно-морского флота Великобритании начала 1920-х годов. Разрабатывались в противовес японским и американским линейным крейсерам в ходе возобновившейся после Первой мировой войны гонки морских вооружений. Предполагась постройка 4 единиц. В связи с решениями Вашингтонской конференции не закладывались, но факт наличия этого проекта сыграл важную роль в ходе переговоров.

## История создания
По итогам Первой мировой войны, в соответствии со стратегическими планами Великобритании, Германская империя была выбита из числа ведущих морских держав. Тем не менее гонка военно-морских вооружений не только не прекратилась, а наоборот усилилась. Толчком к ней послужил принятый в 1916 году Конгрессом США закон о флоте, предусматривавший создание крупнейших в мире ВМС под лозунгом «Second to none». Эта программа предполагала создание флота, способного одновременно вести успешную морскую войну с Великобританией и Японией на двух океанах — Атлантическом и Тихом. Намечалось, в частности, построить 6 линейных крейсеров типа «Лексингтон» — быстроходных, мощно вооружённых, но слабозащищённых кораблей. Программа вызвала крайнее беспокойство в Японии, которая, в свою очередь, приняла план «8-8», наметивший строительство нового мощного флота, включавшего и 8 линейных крейсеров — 4 типа «Амаги» и 4 типа «№ 13». По своим характеристикам они в целом превосходили американский проект.
Сразу после окончания Первой мировой войны Великобритания испытывала значительные экономические и финансовые проблемы. К ним добавлялись ещё и пацифистские настроения, охватившие значительную часть британской общественности. При этом, формально располагая крупнейшим и сильнейшим в мире военным флотом, английские адмиралы сознавали, что в значительной части он состоит из кораблей, которые или уже устаревают, или устареют в недалеком будущем. В частности, ни один линкор или линейный крейсер, включая и уже строящийся HMS Hood, не нес орудий крупнее 15 дюймов (381 мм), в то время как все заложенные или предполагавшиеся к закладке корабли Японии и США были вооружены орудиями от 16 дюймов (406 мм) и выше.  Тем не менее, не отреагировать на вызов, брошенный сначала США, а затем и Японией, англичане не могли. Утрата превосходства на море рассматривалась как прелюдия к утрате империи, и страна приготовилась включиться в новую гонку военно-морских вооружений. Поскольку потенциальные противники готовились ввести в строй целых 32 современных линкора и линейных крейсера, чисто количественный ответ явно превосходил возможности Великобритании, и новые корабли должны были превосходить противника в первую очередь качественно. 
В 1920 году конструкторы приступили к подготовке двух линеек проектов - линкора и линейного крейсера.
Первые проекты линейного крейсера лишь немногим отличались от «Худа» и проходили под шифром «К-2», где цифра означала количество орудий в каждой башне главного калибра. Следующий проект именовался «К-3» и предусматривал уже трёхорудийные башни, размещённые по схеме, ставшей впоследствии классической — две башни в носу корабля одна в корме. Немедленно возник вопрос о размерности крейсера. Адмиралы настаивали на 457-миллиметровых орудиях, но это привело к тому, что нормальное водоизмещение превысило 50 000 тонн, крейсер мог ремонтироваться лишь в двух адмиралтейских доках и не мог пройти Суэцким и Панамским каналами. В дальнейшем размеры выросли ещё более, и теперь крейсер мог принять лишь один британский док, причём коммерческий.
Далее решили существенно уменьшить водоизмещение, и был подготовлен проект «J-3». Он мог бы проходить и Суэцким и Панамским каналами, его могли принять многие британские доки, но калибр артиллерии пришлось уменьшить до 381 мм, а броневую защиту ослабить. На фоне новых американских и особенно японских проектов «J-3» смотрелся очень скромно и был отвергнут в пользу «I-3». В нём впервые была предложена схема сосредоточения всех башен главного калибра в носовой части корабля, с целью сокращения длины броневой цитадели.
Однако Адмиралтейство не желало отказываться от 457-мм орудий и проект пришлось перерабатывать вновь. Теперь он фигурировал под шифром «H-3». Конструкторы подготовили три варианта «H-3», при этом во всех случаях количество 457-мм пушек сокращалось до 6 в трёхорудийных башнях и обе устанавливались в носовой части крейсера. Однако количество орудий в залпе признавалось совершенно недостаточным.
Развитием «H-3» стал проект «G-3», подготовленный к декабрю 1920 года и вооружённый перспективными 420-мм орудиями. Именно его и приняли для дальнейшей разработки.

Проект К-2
Проект К-3
Проект I-3
Проект H-3a

| Сравнительные ТТХ предварительных проектов линейного крейсера 1921 года |                              |                              |                              |                              |                              |
|                                                                         | «К-2»                        | «К-3»                        | «J-3»                        | «I-3»                        | «H-3»                        |
| Полное водоизмещение, т                                                 | 53 100                       | 52 000                       | 43 100                       | 51 750                       | 43 750                       |
| Длина и ширина, м                                                       | 269,9 × 32,3                 | 269,9 × 32,3                 | 262,3 × 31,7                 | 282,1 × 32,9                 | 262,3 × 31,7                 |
| Артиллерия главного калибра                                             | 4 × 2 — 457-мм/45            | 3 × 3 — 457-мм/45            | 3 × 3 — 381-мм/42            | 3 × 3 — 457-мм/45            | 2 × 3 — 457-мм/45            |
| Противоминный калибр                                                    | 8 × 2 — 152-мм/50            | 8 × 2 — 152-мм/45            | 6 × 2 — 152-мм/45            | 8 × 2 — 152-мм/45            | 8 × 2 — 152-мм/45            |
| Бортовое бронирование, главный броневой пояс, мм                        | 305                          | 305                          | 305                          | 305                          | 356                          |
| Бронирование палубы, мм                                                 | 178                          | 178                          | 102                          | 178                          | 229                          |
| Бронирование башен ГК, мм                                               | 381                          | 381                          | 381                          | 381                          | 457                          |
| Энергетическая установка                                                | паротурбинная, 144 000 л. с. | паротурбинная, 144 000 л. с. | паротурбинная, 151 000 л. с. | паротурбинная, 180 000 л. с. | паротурбинная, 180 000 л. с. |
| Максимальная скорость, узлов                                            | 30                           | 30                           | 32                           | 32,5                         | 33,75                        |

- Проект К-2
- Проект К-3
- Проект I-3
- Проект H-3a

## Конструкция

### Корпус и архитектура
Для достижения максимально возможной мореходности британские конструкторы отказались от полубачной формы корпуса и выполнили проект гладкопалубным. Вместе с тем, значительная длина крейсера вынудила использовать транцевую корму, чтобы он мог входить в большее число доков.
Архитектура «G-3» выглядела весьма необычно для своего времени. Две башни главного калибра размещались линейно-возвышенно в носовой части корпуса, а третья находилась в средней части крейсера, позади массивной надстройки. Такое решение сокращало углы обстрела и не давало возможности вести огонь прямо по корме, но зато позволило теснее сгруппировать артиллерию, что позволило существенно улучшить её защиту. Сразу за погребом третьей башни начиналось машинно-котельное отделение с двумя дымоходами.
Противоминная артиллерия размещалась побортно, двумя группами по 4 башни, носовой и кормовой частях корпуса. В корме находились также все зенитные орудия. Это было сделано с целью уберечь открытые зенитные установки от воздействия дульных газов главного калибра.

### Вооружение

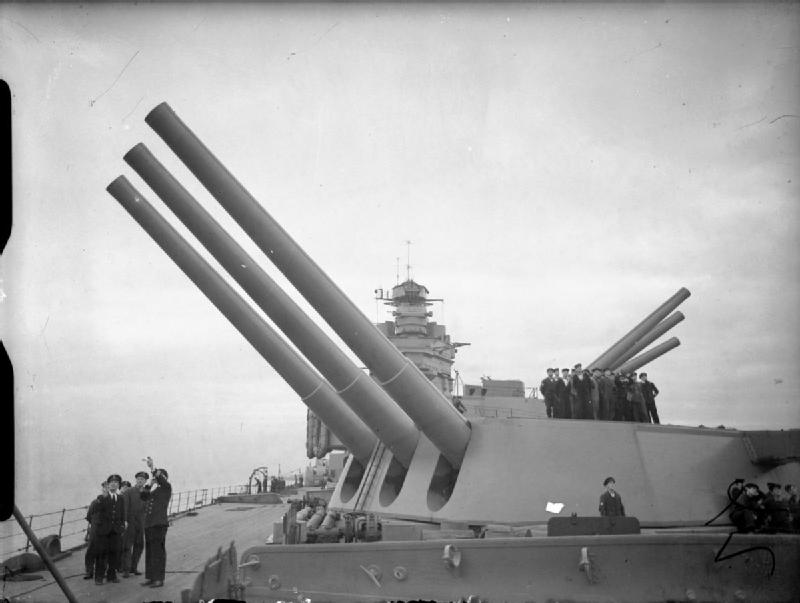
Трёхорудийная башня с орудиями Mk I на линкоре «Родни»

Главный калибр линейных крейсеров «G-3» предполагался в виде 9-ти 406-мм орудий в трёх трёхорудийных башнях. Орудие было разработано известной оружейной компанией «Элсвик» (англ. Elswisk) на основе её же проекта 457-мм орудия. Проектирование было завершено в течение 1921 года и фирма получила заказ на изготовление орудий.
Орудие Mk I было сконструировано по принципу «лёгкий снаряд — высокая начальная скорость». Снаряд весил 929 кг, масса полного заряда составляла 328 кг, что позволяло выстреливать снаряд с начальной скоростью 814 м/с. Само орудие весило 109 733 кг. В проекте предполагалось достигнуть скорострельности 2 выстрела в минуту, фактически, на линкорах типа «Нельсон», техническая скорострельность не превышала 1,5 выстрелов в минуту.
Башни были совершенно новой конструкции, ранее не применявшиеся в Королевском флоте и были сконструированы с учётом опыта сражений Первой мировой войны. Обеспечивалась надёжная защита от всех существовавших на момент проектирования снарядов и бомб, особое внимание уделили вопросам безопасности хранения боеприпасов, а угол возвышения орудий достиг 40 °, что позволяло иметь максимальную дальность стрельбы 235 кабельтовых (38 450 м). Башни рассчитывались на полный залп, в то время как ранее британские тяжёлые корабли стреляли лишь полузалпами. Погреба рассчитывались на боекомплект в 100 снарядов на ствол. Впоследствии такие орудия были установлены на линкорах типа «Нельсон».

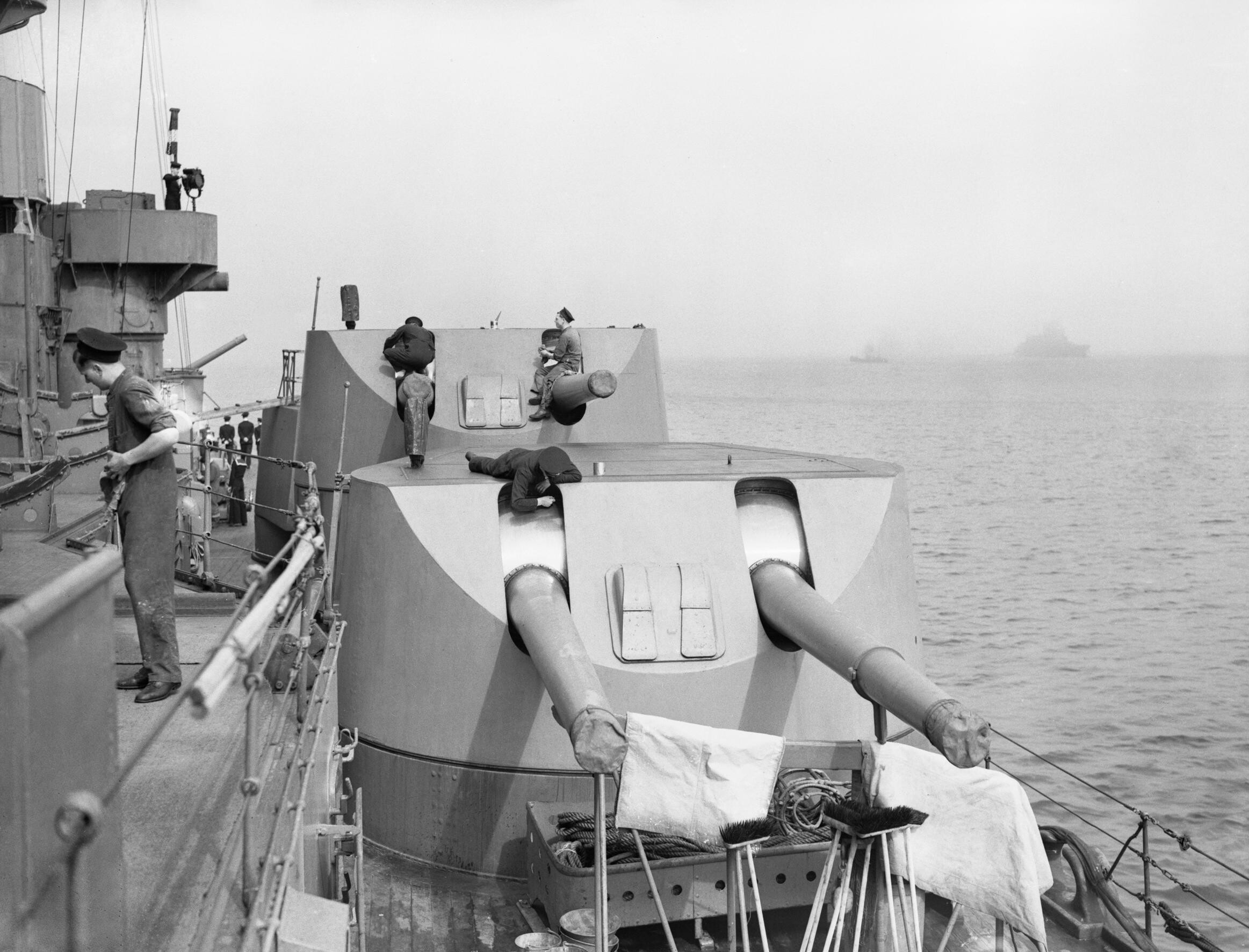
Двухорудийная башня с орудиями Mk VIII* на линкоре «Родни»

Противоминная артиллерия состояла из 16-ти новейших 152-мм орудий Mk XXII*, размещённых в двухорудийных башнях. Боезапас колебался от 150 выстрелов на ствол в носовых башнях, до 100 выстрелов в кормовых. Орудие Mk XXII* весило 9157 кг, и могло посылать снаряд весом 45,36 кг на дистанцию до 23 590 м, при начальной скорости 902 м/с и угле возвышения 45°. Скорострельность достигала 5 выстрелов в минуту.

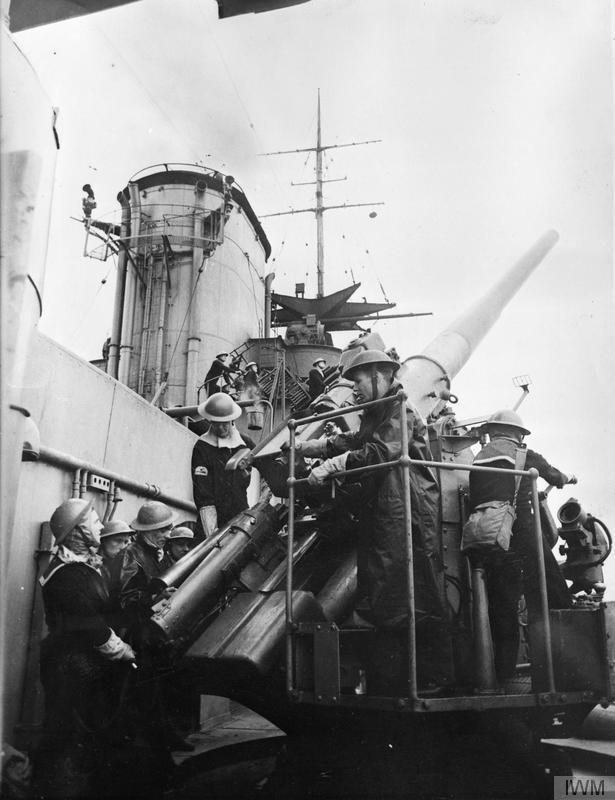
120-мм зенитное орудие Mk VIII*

Зенитную оборону должны были обеспечивать 6 одиночных орудий Mk VIII*, с боезапасом 175 фугасных снарядов на ствол, а также некоторое количество дымовых и осветительных снарядов. Фугасный снаряд с дистанционным взрывателем весил 22,68 кг и имел начальную скорость 749 м/с. Досягаемость по дальности составляла 14 780 м (при угле возвышения 45°), по высоте — 9750 м (угол возвышения 90°). Техническая скорострельность орудия достигала 12 выстрелов в минуту, масса орудия 3137 кг.
В ближней зоне корабль защищали бы 4 десятиствольные установки 40-мм автоматов Виккерса (англ. Vickers) «Пом-пом». Боезапас предполагалось иметь в 1000 выстрелов на каждый ствол.

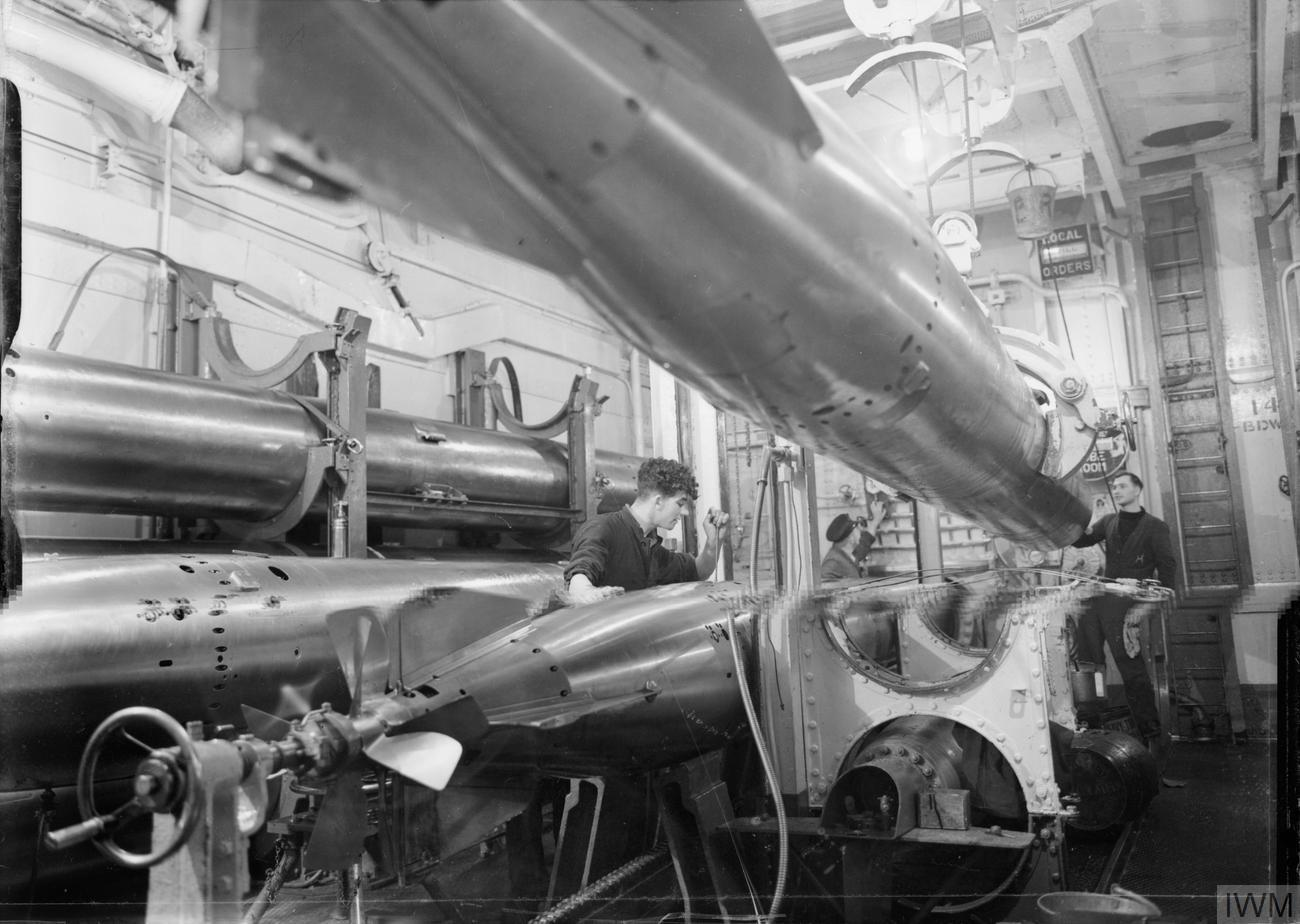
622-мм торпеды Mk I

Торпедное вооружение предполагалось из 2 новейших 622-мм торпедных аппаратов, хотя многие эксперты возражали против установки такого оружия на тяжёлые артиллерийские корабли. Масса торпеды составляла 2585 кг, заряд ТНТ 337 кг. На скорости 35 узлов торпеда могла пройти 13 700 м, на 30-ти узлах — 18 300 м. Боезапас составлял шесть торпед в мирное время и 8 в военное на каждый торпедный аппарат.

### Бронирование
Броневая защита линейных крейсеров проекта «G-3», после почти тридцатилетнего перерыва, проектировалась по схеме «всё или ничего», на то время не принятой ещё практически нигде в мире. Проектировщики корабля под руководством Главного строителя флота Юстаса Теннисон д’Эйнкорта пришли к тому же выводу, что их американские коллеги десятилетием раньше: жизненно важные части линейного крейсера прикрывались максимально толстыми броневыми плитами, за счёт полного отказа от бронирования всего остального. Считалось, что артиллерийский бой на дальней дистанции с вражескими кораблями, вооруженными тяжелой артиллерией калибра 380—406 мм и более, требует именно такой защиты, а попадания в небронированный борт не угрожают кораблю потерей боеспособности, к тому же велика вероятность того, что бронебойный и даже фугасный снаряд в этом случае пройдет навылет без разрыва.
В результате «G-3» получили более мощную бронезащиту, чем любые существующие и проектируемые иностранные корабли. Главный пояс в носовой части, напротив артиллерийских погребов, имел толщину 356 мм (14 дюймов), энергетическая установка прикрывалась плитами толщиной 305 мм (12 дюймов). Наклон пояса в 18° от вертикали, а также внутреннее его расположение за толстой обшивкой внешнего борта, ещё более усиливало его сопротивляемость. Броневая палуба также выполнялась исключительно толстой — от 102 до 178 мм (4-7 дюймов) над турбинными и котельными отделениями и 203 мм (8 дюймов) над погребами главного калибра. Такую же толщину имели и крыши башен, водруженных на прикрытые 14-дюймовой броней барбеты, а лобовые плиты достигали толщины 444 мм (17,5 дюймов).
В целом весьма удачная схема бронирования «G-3» надежно защищала его от снарядов калибра 406-мм и даже 457-мм, особенно на дальних дистанциях, а также от самых тяжелых авиационных бомб. За исключением созданных спустя более двадцати лет линкоров типа «Ямато», ни один реально построенный корабль не имел лучшей или хотя бы сравнимой бронезащиты, чья стойкость ещё повышалось сравнительно более высоким качеством английской брони.
Схема защиты линейных крейсеров проекта «G-3» с небольшими изменениями была впоследствии воплощена на линкорах типа «Нельсон», где, однако, все же пришлось пойти на уменьшение её толщины, вызванное необходимостью уложиться в 35000-тонный лимит водоизмещения, а также в проекте линейных кораблей «N-3», бронирование которых, напротив, за счет отказа от высокой скорости предполагалось ещё более усилить.

### Энергетическая установка
Силовая установка включала 4 турбозубчатых паротурбинных агрегата суммарной мощностью 160 000 лошадиных сил. Питать их паром должны были 20 котлов с тонкими трубками. Предполагалось развить скорость 31—32 узла. Запас топлива включал 5000 тонн нефти и в качестве вспомогательного 50 тонн угля. Расчётная дальность должна была достичь 7000 миль при скорости хода 16 узлов. Для её достижения требовалась мощность 20 000 л. с.

## Оценка проекта
Несмотря на трудности объективной оценки нереализованного проекта, эксперты придерживаются достаточно высокого мнения о «G-3».

Формально он считался линейным крейсером, хотя имел мощное бронирование и фактически являлся быстроходным линкором, предопределившим развитие этого класса в 1930-е гг. В случае, если бы проект был реализован, то он произвёл бы эффект, сопоставимый с появлением в 1906 г. линкора «Dreadnought»: все созданные к тому времени дредноуты мгновенно бы устарели.
— 
Разумеется, проект «G-3» имел и определённые недостатки. Так, опыт боевого использования линейных крейсеров типа «Дюнкерк» показал, что иметь возможность неограниченного обстрела в кормовом секторе весьма желательно. Но британские адмиралы придерживались наступательной тактики и полагали данную проблему малозначимой. Достаточно скромной была и глубина противоторпедной защиты - около 4 метров. 
Некоторая несбалансированность наблюдалась в отношении вооружения корабля. Фактически английские кораблестроители пошли на значительное ослабление мощи главного калибра (с 457-мм до 420-мм и окончательно выбранных 406-мм орудий), чтобы сохранить высокую скорость и защищенность при приемлемых размерах. Воплощенные в металле, орудийные установки Mk I 16-inch были установлены на линкоры «Нельсон» и «Родни», при этом скорострельность, дульная энергия и начальная скорость снаряда не достигли проектных данных, а его бронепробиваемость и вес (929 кг) ненамного превзошли уже состоявшие на вооружении Королевского флота 381-мм орудия. Гигантский корабль получился сравнительно недовооруженным (чего нельзя сказать об одновременно разрабатывавшихся линкорах проекта «N-3», которые при тех же размерах должны были нести девять 457-мм орудий).
Что касается скорости, меньшей чем у «Лексингтона», то превосходство американского корабля было не слишком значительным и трудно реализуемым в реальном бою, а в отношении броневой защиты «G-3» обладал явным преимуществом. Японские проекты, по мнению британского Адмиралтейства, не превосходили «G-3» в скорости и уступали в броневой защите.
| Сравнительные ТТХ проектов линейных крейсеров начала 1920-х гг. |                                   |                               |                               |                               |
|                                                                 | «Лексингтон»                      | «Амаги»                       | «№ 13»                        | «G-3»                         |
| Государство                                                     | Соединённые Штаты Америки         | Япония                        | Япония                        | Великобритания                |
| Полное водоизмещение, т                                         | 51 217                            | 47 000                        | 47 500                        | 53 909                        |
| Артиллерия главного калибра                                     | 8 × 406-мм/50                     | 10 × 410-мм/45                | 8 × 460-мм/45                 | 9 × 406-мм/45                 |
| Средний калибр                                                  | 16 × 152-мм/53                    | 16 × 140-мм/50, 6 × 120-мм/45 | 16 × 140-мм/50, 8 × 120-мм/45 | 16 × 152-мм/50, 6 × 120-мм/43 |
| Бортовое бронирование, главный пояс мм                          | 178                               | 254                           | 330                           | 305-355                       |
| Бронирование палуб, мм                                          | ?                                 | 98                            | 127                           | 100-200                       |
| Бронирование башен ГК, мм                                       | 280                               | ?                             | ?                             | 430                           |
| Энергетическая установка                                        | турбоэлектрическая, 180 000 л. с. | паротурбинная, 131 200 л. с.  | паротурбинная, 150 000 л. с.  | паротурбинная, 160 000 л. с.  |
| Максимальная скорость, узлов                                    | 33,5                              | 30                            | 30                            | 31-32                         |

В итоге, будучи реализован в металле, линейный крейсер проекта «G-3» не только превосходил бы современные ему корабли, но и являлся бы весьма опасным противником для  линейных кораблей следующего поколения. Вплоть до вступления в строй наиболее поздних и совершенных линкоров эпохи Второй Мировой войны — американских типа «Айова» и японских «Ямато» — сочетание боевых характеристик делало его бесспорно сильнейшим боевым кораблем в мире.